# 许成淑
许成淑（1915年—1939年8月），女，朝鲜族，东北抗日联军第一路军第三方面军十三团机枪班班长。

## 生平
1915年，许成淑出生于吉林省延吉县茶条沟仲坪村（現屬安图县）。读完小学三年级后，她参加了朝鲜革命者举办的农民夜校。15岁时，许成淑开始参加反日活动，并于1931年和1933年先后加入少年先锋队和共产主义青年团。许成淑的父亲许基享在九一八事变后变得亲日，后成为自卫团团长。1933年8月，她与父亲决裂，离家参加了延吉县抗日游击大队。:77-78:255-256:83
1935年，许成淑成为东北人民革命军第二军独立师一团一连的一名机枪手，并与连长朴光奎结为连理。次年，她加入了中国共产党。此后，许成淑先后参加了临江庙岭、安图、三间峰等战斗。她枪法精准，被大家称为“女神枪手”、“女将军”。1937年9月，她的丈夫朴光奎牺牲后，部队为安慰她曾劝她到后勤工作，但她却坚持留在战斗岗位为夫报仇。1938年，她在桦甸木箕河、敦化大蒲柴河战斗中出色地完成战前侦察任务。1939年4月，她在安图西北岔战斗中冲锋在前，缴获了一挺机枪。:79-80:144-145
1939年7月，许成淑所在的抗联第二军的师部被改编为东北抗日联军第一路军第三方面军。她被任命为第三方面军十三团机枪班班长。同年8月，许成淑在安图县大沙河阻击战中，为掩护大部队负伤被俘。在狱中，即使她的父亲前来劝说，她都不肯屈服，最后被处死，时年24岁。:260-261:80-82:145

## 纪念
- 吉林延边朝鲜族自治州安图县大沙河战役纪念馆建有许成淑雕像。[6]